# 哈米什·麦克唐纳

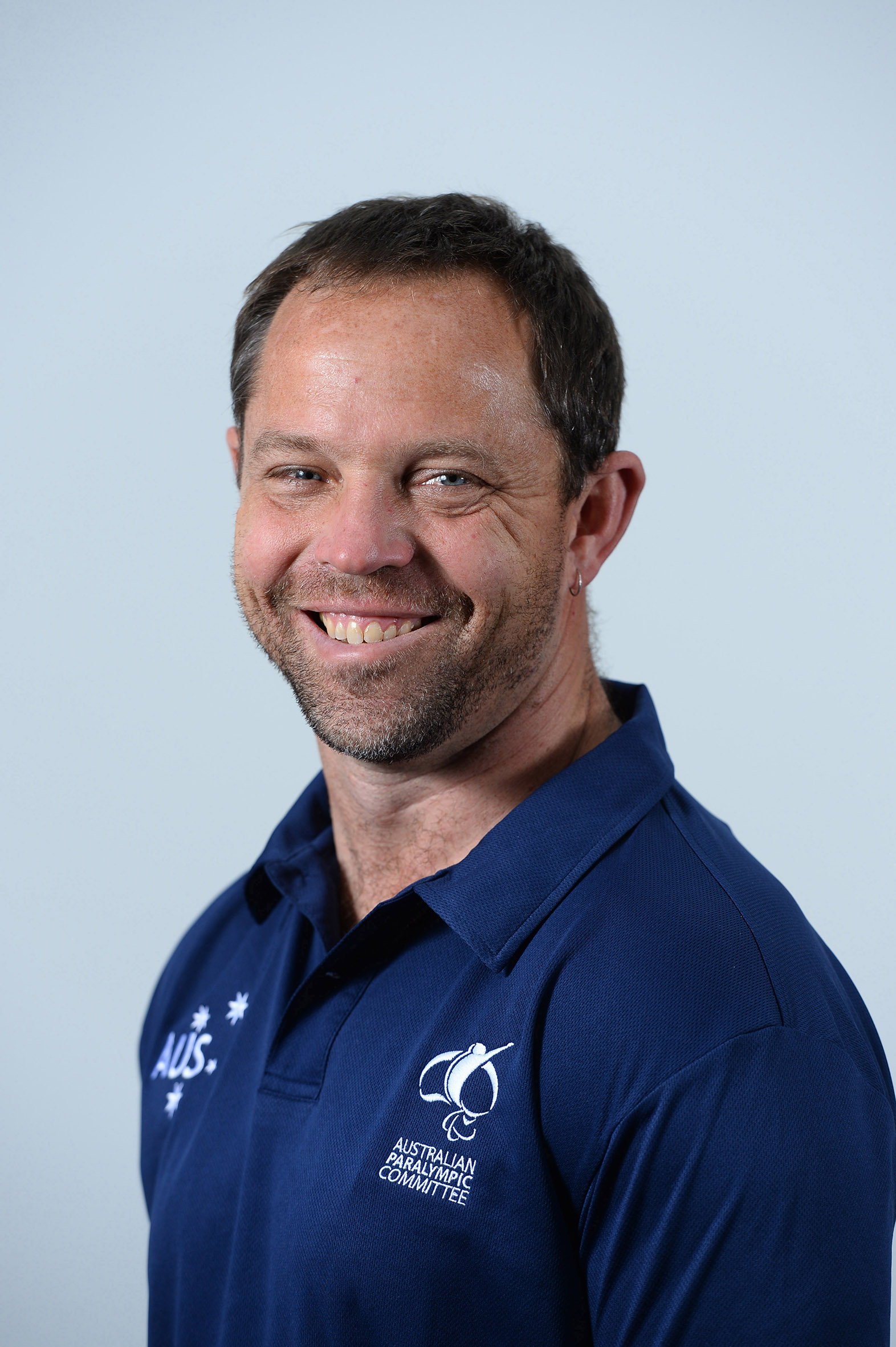
哈米什·麦克唐纳

哈米什·麦克唐纳（英語：Hamish MacDonald，1974年8月19日—），澳大利亚男子田径运动员。他曾代表澳大利亚参加1992年、1996年、2000年、2004年、2008年和2012年夏季残疾人奥林匹克运动会田径比赛，获得一枚金牌和一枚银牌。